# شذرات
شذرات هو كتاب تأملي من تأليف إلياس كانيتي، الحائز على جائزة نوبل في الأدب عام 1981، نُشر لأول مرة بعد وفاته تحت العنوان الألماني Die Fliegenpein: Aufzeichnungen سنة 1992،ترجمه للعربية رشيد بوطيب ونشرته مؤسسة كلمة سنة 2009.ويعد من أبرز نصوص الشذرة في الفكر المعاصر.

## نبذة
يجمع الكتاب تأملات وخواطر قصيرة تتراوح بين الفلسفة والاعترافات والهواجس، حيث يصوغ كانيتي أفكاره في صيغة شذرات مختزلة مكثفة. يتناول مواضيع متعددة من بينها: رفض العنف، كراهية الحرب، نقد السلطة، القلق من الموت، وأحكامه حول الأدب، الفن، والعزلة.يشكّل الكتاب نوعًا من سيرة الذات الفكرية، أو "سيرة داخلية"، كما وصفها الناقد رشيد بوطيب، تعكس عمق تأملات كانيتي حول الإنسان والعالم، وتمنح القارئ نافذة على فكر واحد من أبرز كتّاب القرن العشرين.

## الأسلوب
نُشرت هذه الشذرات بعد وفاة إلياس كانيتي، حيث جُمعت من دفاتره الخاصة، مما يضفي عليها طابعًا حميميًا وحرًا من الرقابة الذاتية. وقد تولت دار كارل هانسر النشر الألمانية إصدار الطبعة الأولى سنة 1999، قبل أن تصدر الترجمة العربية سنة 2009 ضمن "مشروع كلمة".يكتب كانيتي بأسلوب تقشفي مقتضب، قائم على الاختزال والتكثيف، وهو ما يضعه في مصاف كتّاب الشذرات الكبار من أمثال نيتشه، سيوران، وفرناندو بيسوا، حيث لا يروي قصة بقدر ما يشرّح وجود الإنسان المعاصر عبر ومضات فكرية حادة.ويصف الناقد الألماني ميشائيل شارت هذا الكتاب بأنه نموذج لـ"النظرة الشرسة" التي تميز أسلوب كانيتي، حيث تأتي كل شذرة كطعنة فكرية ضد الزيف، التكرار، وتبلد الحس الإنساني.

## في سياق فن الشذرة
ينتمي هذا العمل إلى ما يُعرف بـأدب الشذرة، وهو جنس أدبي وفكري يقوم على تجميع خواطر موجزة مكثفة تعبّر عن حالات فكرية أو شعورية. وقد ازدهر هذا الفن مع نيتشه، ثم لاحقًا مع سيوران وبول فاليري وبيسوا، ليأتي كانيتي ويضيف إليه بُعدًا ميتافيزيقيًا متمرّدًا.تُرجم الكتاب إلى عدة لغات من بينها الفرنسية والإسبانية، وحاز على اهتمام النقاد بوصفه "نص ما بعد أخلاقي"، يعيد مساءلة كل شيء انطلاقًا من الذات المتوترة. وتُعد ترجمته العربية واحدة من الترجمات القليلة لأعمال كانيتي الفكرية إلى اللغة العربية.